# Барка-Кади
Барка-кади Кавка-махинский или Бакра-кади Акушинский (?; Кавкамахи, Акуша-Дарго — 1837) — дагестанский богослов XIX века.

## Биография
Барка-Кади родился в селе Кавкамахи общества Акуша-Дарго, ныне Акушинский район Дагестана. 
Выучил Коран наизусть. Писал трактаты религиозного характера. Эти работы, как предполагал Али Каяев, подчас содержали и прогрессивные для того времени мысли. Так, например, местных суфийских шейхов он называл «мюридами идолов». Ценил труды салафитских учёных Салиха аль-Йамани и Ибн Теймии. Каяев характеризует Барка-кади как «сторонника новых путей религиозных наук» и «одного из тех, кто первым выступил против тарикатского учения и мюридизма». Выпустил критический трактат против имама Гази-Мухаммада, впоследствии спустя 20 лет ответил на этот трактат шейх Муртазали ал-Уради по просьбе наиба Даниял-бека. Известны небольшие комментарии Барка-кади к логике и грамматике арабского языка. 
Али Каяев приводит историю о том, как однажды Барка-кади в письме Мухаммаду аль-Яраги доказывал, что тарикат противоречит шариату. Также он обратился Аслан-хану Кюринскому, который был в конфликте с суфиями, и сказал: «Пошли ко мне Мухаммада-эфенди (Яраги), и я докажу ему, что тарикат противоречит шариату». Заинтересовавшись, Аслан-хан вызвал аль-Яраги, но когда тот прибыл, намерения хана изменились. Он сказал ему «О, нет! Я не могу заточить тебя в темнице с неправедными людьми!» и затем прогнал Барка-кади со словами «Ты мне не нужен! Отправляйся к себе!». 
В архиве Мухаммад-Тахира аль-Карахи хранится переписанная им письменная полемика между Барка-кади и Мухаммадом аль-Яраги. 
Сохранилось кавкамахинское преданию, согласно которому Барка-Кади был весьма находчивым и остроумным шейхом, он всегда носил оружие, даже при молитве. На вопрос одного знакомого, почему он так делает, а не хранит оружие дома, чтоб взять его когда понадобится, Барка-Кади ответил: «А ты точно укажи час когда мне оружие понадобится, и я перестану держать всегда при себе». Назир ад-Дургели описывает Барка-кади следующим образом: «Был смелым, отличался силой и мужеством в сражениях и столкновениях. Он собственноручно убил семь человек, но говорят, что сделал это неумышленно, он был вынужден сделать это в целях самозащиты». Гасан Алкадари также пишет о нём: «передают, что он, имея очень горячий характер, вступал в разные битвы и драки и собственноручно убил до семи человек. Он говорил, что убил их, чтобы только отразить от себя, в порядке защиты от нападающего, т. е. что в их убийстве он не виновен». 
Барка-кади упоминается в арабоязычной поэме 1878 года об акушинских кадиях и учёных. В ней говорится: «Барка-кади, который был подобен сабле, рубящей все на пути, ведущем к светлейшему единобожию». 